# Національний парк Альтос-де-Нсорк
Національний парк Альтос-де-Нсорк (ісп. Parque nacional de Los Altos de Nsork) знаходиться на материковій частині Екваторіальної Гвінеї. Він був створений у 2000 році.
Рельєф являє собою високі пагорби з низькими і розгалуженими терасами. Парк займає 700 км².  Район обмежений із західного боку річкою Абанг, а зі сходу та півдня дорогами; в самому парку мало доріг.

## Дика природа

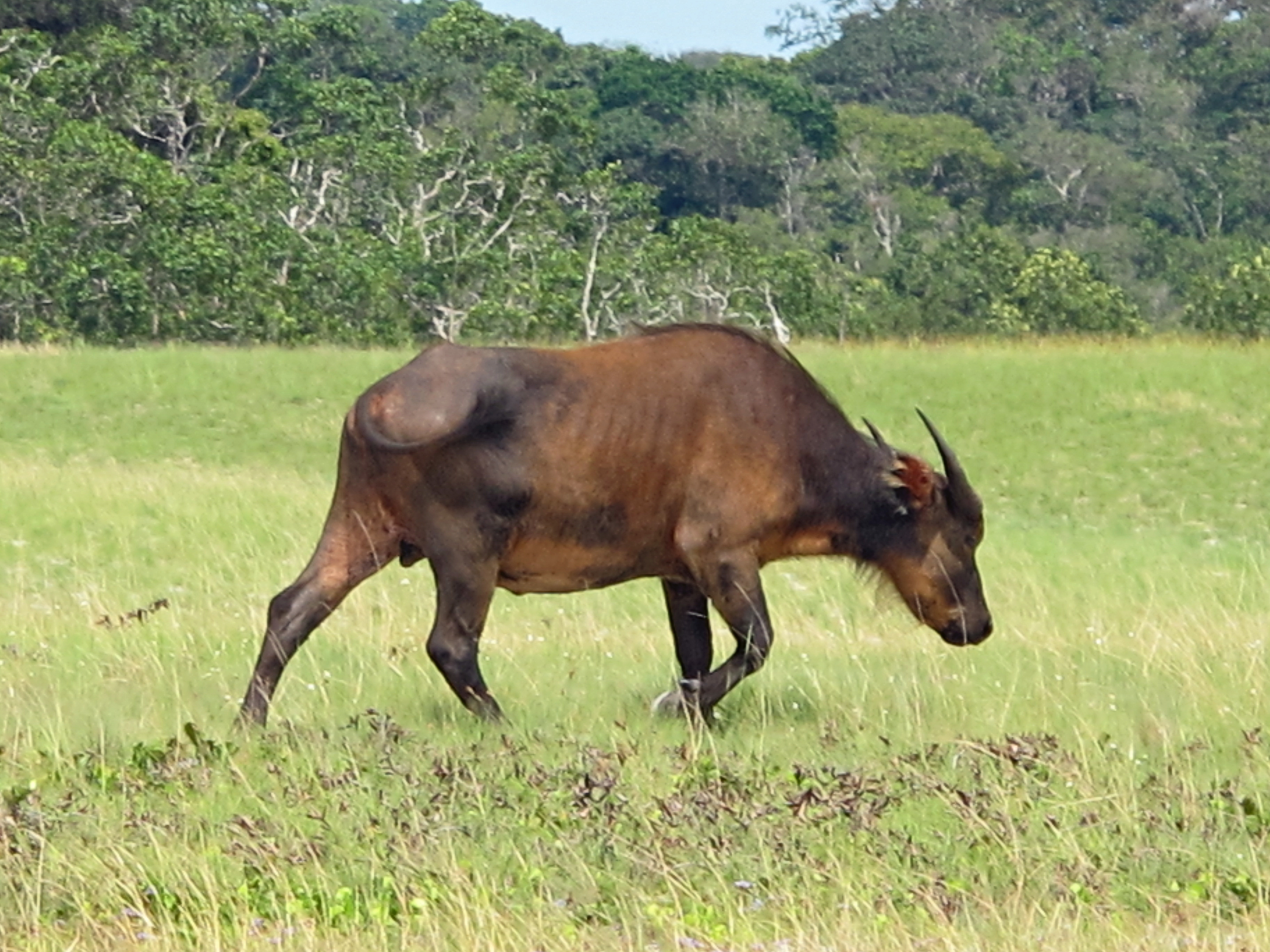
Африканський лісовий буйвіл

Цей парк є домом для багатьох диких тварин, характерних для навколишніх габонських лісів, таких як звичайні шимпанзе, горили, чорний колобус, мандрили, лісові буйволи та червоні річкові свині. Присутні лісові слони. BirdLife International визнала його важливою орнітологічною територією (IBA), оскільки тут живуть значні популяції багатьох видів птахів.